# Hotel Courbet
Pour plus de détails, voir Fiche technique et Distribution.
Hotel Courbet est un court métrage érotique italien réalisé par Tinto Brass et sorti en 2009.
Le film a été présenté au 66e Mostra de Venise dans le cadre de la rétrospective consacrée au réalisateur. 

## Synopsis
Une femme se laisse aller pour apaiser son tourment érotique.

## Fiche technique
- Titre original italien : Hotel Courbet[1],[2]
- Réalisation : Tinto Brass
- Scénario : Tinto Brass, Piero Fontana (it), Caterina Varzi
- Photographie : Andrea Doria
- Décors : Carlo De Marino
- Production : Tinto Brass
- Société de production : MMIX
- Pays de production :  Italie
- Langue originale : italien
- Format : Couleur
- Genre : Film érotique
- Durée : 18 minutes
- Dates de sortie : 
  - Italie : 10 septembre 2009 (Mostra de Venise 2009)

## Distribution
- Caterina Varzi
- Alberto Petrolini
- Vincenzo Varzi